# Saint-Romain, Puy-de-Dôme
Saint-Romain là một xã ở tỉnh Puy-de-Dôme trong vùng Auvergne-Rhône-Alpes miền trung nước Pháp.